# アウトポート

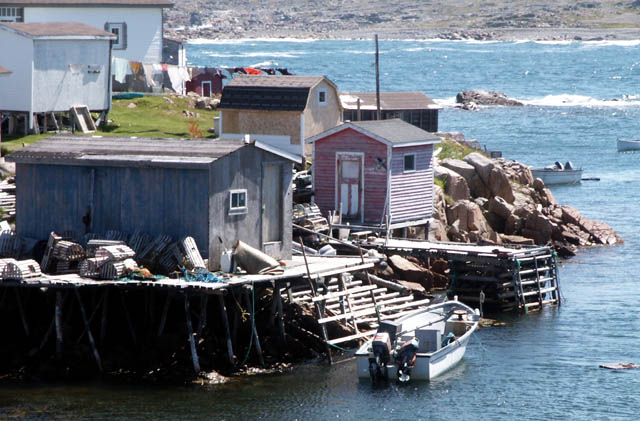
ニューファンドランド、フォーゴ島のアウトポート

アウトポート （Outport）は、カナダ、ニューファンドランド・ラブラドール州の主要港、セントジョンズ港以外の、小さな沿岸コミュニティに与えられた名称 。元々この用語は、ニューファンドランド島の沿岸コミュニティを意味する名称として採用されてきたが、現在ではカナダ本土側のラブラドール地方の沿岸コミュニティの人々にも採用されている。

## 歴史

### 初期
アウトポートは、カナダ最古のヨーロッパ人植民地の1つである。1497年、ジョヴァンニ・カボート（英語名ジョン・カボット）が、ニューファンドランド島またはケープ・ブレトン島を訪れた。カボートがかごを海中に下げたり上げたりするだけでタラが獲れたというニュースが急速に広まった。ポルトガル人航海者ガスパル・コルテ＝レアルが1500年にニューファンドランド島を訪れた。1506年までに、ニューファンドランド島沖合グランドバンクでの漁に対し、本国の漁師保護の目的でポルトガル王が10％の輸入関税を課すことになった。グランドバンクで最初に記録されたフランス漁船は1504年、バスク人の捕鯨船は1527年に到着し、スペイン人の漁船は1540年にやってきた。

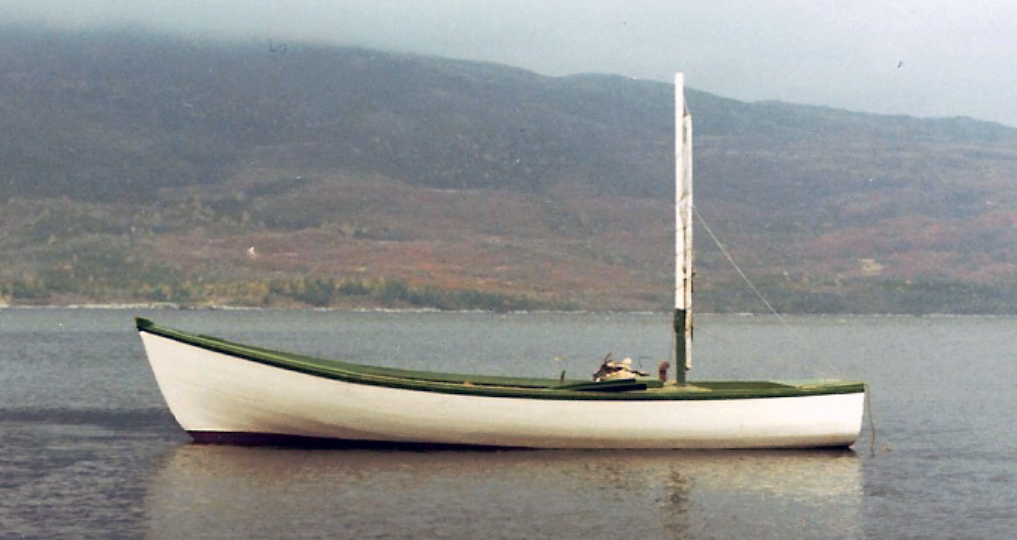
ドリー

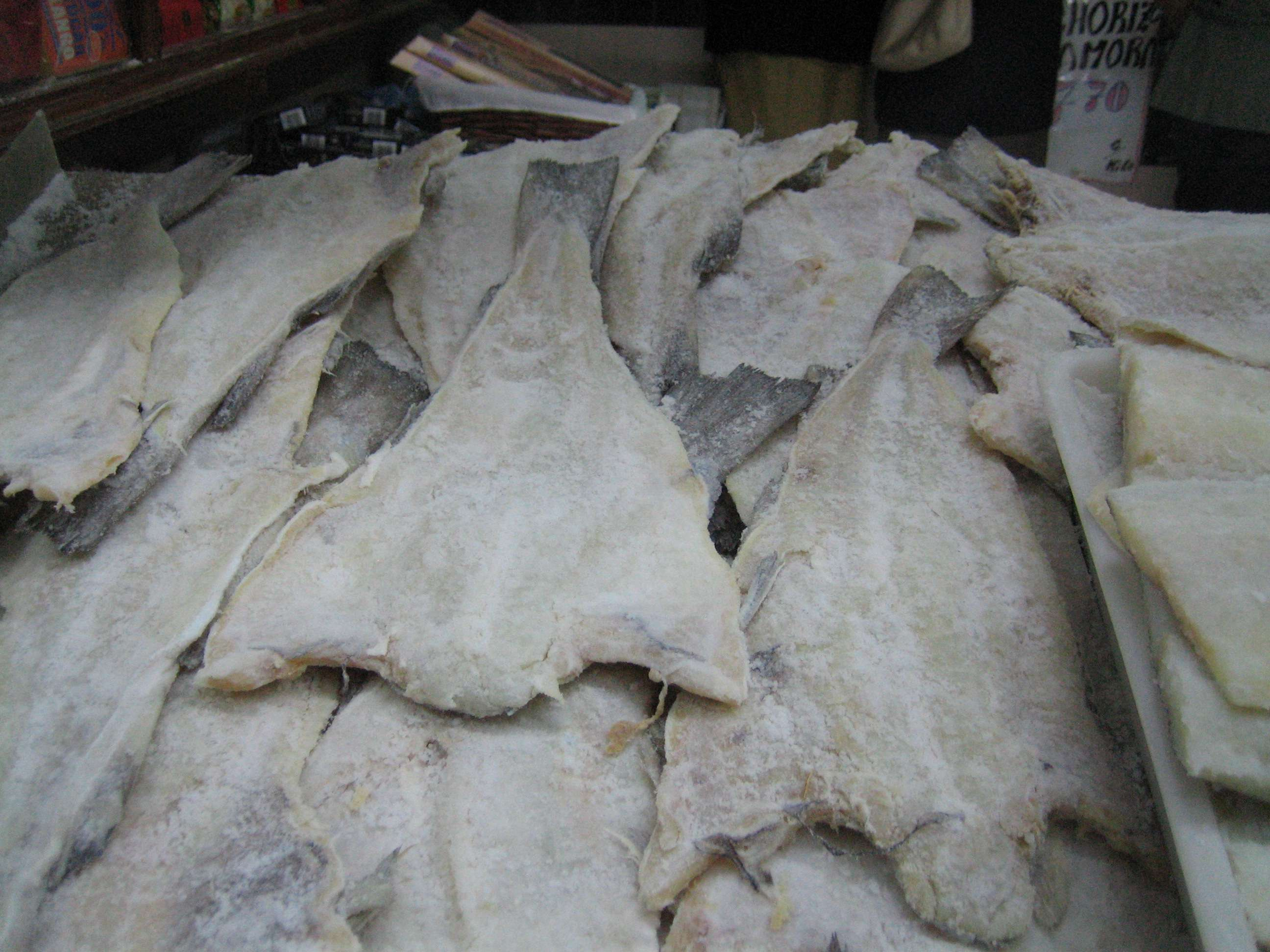
塩ダラの干物

ドリー（dory）として知られる漁船は4月から5月に出航し、9月に戻った。旬の新鮮な『湿った』魚は、料理されるまでは保存するために濃厚な塩漬けと風干しが行われ、最終的にはヨーロッパに送られた。ニューファンドランドのアウトポートで魚を乾燥させることによって、各船は既に干した魚を貴重な貨物として持ち帰ることができた。西方（ヨーロッパから北米）へ向かう大西洋横断航海は、陸上で作業する一団を含む大勢の乗組員たちを運んだ。通常の乗組員たちが船の上から釣りをしている間、陸に降りた一団は樹木を伐採し、魚を地上約3フィートで乾燥させるため小さな埠頭または魚を加工する作業小屋、乾燥台を建設した。漁を終えて船は作業小屋に戻ると、釣れた魚を投げ、陸の一団が魚をさばき、乾燥台で魚を広げて乾燥させた。干し魚は、霧の日も雨天の日も毎夜帆布で覆われ、数週間定期的に並べ替えられ、固まると板のように積み重ねられた。その後、干し魚は、東方（北米からヨーロッパ）へ向かう大西洋横断のため乗組員から貨物として船に積まれるまで、小屋に保管された。
漁期と乾燥時期の間、陸の一団は、毛皮を持ってアウトポートにやってきた先住民たちと取引することで、航海の利益を増やした。グランドバンクでの漁が活発になるにつれて、陸の一団の数名がアウトポートで越冬するようになり、作業小屋、乾燥台、保管庫、小型ボートを良好な状態で維持できれば、将来の利用のため最適なアウトポートの場所が確保できることになった。友好的なミクマク族と出会った者は、壊血病を予防するため島で果実を採取して保存するよう教わり、アウトポートで越冬することがより簡単になった。一部のアウトポート世話人は越冬後にヨーロッパへ帰ったが、他の者はニューファンドランドの定住者となって残った。1534年、ジャック・カルティエはシャルール湾において先住民たちから毛皮を提供された。この出来事は、先住民たちに既にヨーロッパ人毛皮商たちとの接触があったことを示唆している。そしてカルティエは、フランス人船長ティエノのため釣りに従事する先住民族インヌ人（en）を見つけている。1536年にヨーロッパへ向けて帰途につくカルティエは、ニューファンドランドのリニュース・ハーバーに大きな船を一隻残した。これは、沿岸漁業のため船を必要とするが大西洋を横断して輸送されることを望まない、代替の中古船であり、アウトポートが既に稼働していたことを示している。

### 近代
先住民とヨーロッパ人の双方は、こうしたアウトポートのコミュニティを魚の取引のための一時的な施設とみなしていた。ヨーロッパ人が暮らすアウトポートは当初、地元の先住民たちの善意に依存していた。そして歴史家たちは、ヨーロッパの君主によって承認された植民地化のかなり後まで、このアウトポートを先住民の入植地とみなしていた。ニューファンドランド永住を違法とするイングランド議会の行動によって、小さな孤立した集落というアウトポートの原型が補強された。17世紀イングランドの漁師や海産商たちは、ニューイングランド植民地がメイン湾で行ったように、最も生産性の高い漁場の支配権を持つ地元住民との競争を避けたいと思っていた。ニューファンドランドの秘密の入植地の法的地位が疑わしいことが、カナダ沿海州で見られるインフラ投資を思いとどまらせた。
ニューファンドランド島では、首都セントジョンズの住民はしばしばタウニー（townies、町の住民）と呼ばれるが、セントジョンズ以外の住民は湾の周りで生まれた者を意味するベイメン（baymen）またはベイ・ワップ（bay wops）と呼ばれる。島で確実に陸上輸送が行われる以前は、海岸沿いに集落があったせいでほとんどの旅行が船で行われていたことに由来した名称である。

### 衰退

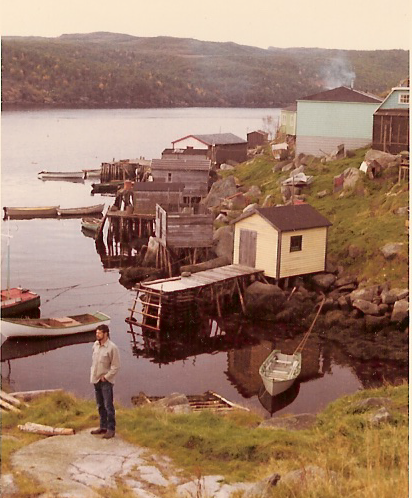
1970年代に撮影されたアウトポート

1890年代の鉄道建設により、陸上の天然資源に依存する内陸のコミュニティが誕生した。第二次世界大戦中と戦後、フェリー・サービスの削減と島全体の道路建設に伴い、アウトポートは人口減少にみまわれた。1949年にニューファンドランドが州としてカナダ連邦に加わると、州首相ジョーイ・スモールウッド（en）の州政府は学校、医療、その他の政府サービスの提供をより安価に実現できる内陸コミュニティへの移住を強制かつ奨励する政策を推進した。
ニューファンドランドの田舎の社会が崩壊するにつれて、『文化的虐殺』をもたらしたと指摘され、再移住プログラムは多くの批判を集めた。1992年のタラ漁中止（北西大西洋のタラ漁業の崩壊）は、地域経済全体が海とその資源に依存していたアウトポートのコミュニティにとってさらに打撃となった。1990年代から2000年代にかけ、コミュニティ閉鎖の同意に先立ち、政府が再移住について住民間で100％の同意が必要としたため、アウトポートは自主的に人口減少に同意してきた。2013年3月、ニューファンドランド・ラブラドール州財務長官ジェローム・ケネディは、一部の孤立したコミュニティからの再移住に同意した世帯には、最高額で270,000カナダドルが一括払いで支払われると発表した。
ニューファンドランド・ラブラドール州沿岸のアウトポートには、州人口のごく一部しか残っていない。高速道路へのアクセスがなく、漁業の衰退で経済活動に制限があり、若者がより大きな都市の中心部に移住するにつれて人口減少が続き、アウトポートは危機に瀕している。